# Félix-Jacques Moulin
Pour les articles homonymes, voir Moulin (homonymie).
Félix-Jacques Moulin, né le 18 août 1802 à Montreuil-sur-mer et mort le 1er octobre 1879 à Paris, est un photographe français.

## Biographie
En 1849, Moulin ouvre un studio photographique 31 bis rue du Faubourg-Montmartre à Paris et commence à réaliser des daguerréotypes de nus et de scènes licencieuses. En 1851, il est condamné  à trois mois de prison pour outrage aux bonnes mœurs, ses travaux étant considérés comme  « tellement obscènes que même l'énonciation des titres serait un délit d'outrage  à la morale publique ».
En 1852, il s'installe 23 Rue Richer, non loin de la rue du Faubourg Montmartre, et y  commence une carrière plus convenable. Il  participe à l'Exposition universelle de 1855 à Paris où il obtient une mention honorable pour des reproductions d'après les œuvres de Pradier. La même année, il achète les droits de reproduction de la série d'épreuves sur la guerre de Crimée de Roger Fenton.
En 1856, Moulin entreprend un voyage photographique en Algérie, avec une tonne d'équipements et une lettre d'introduction du ministre de la Guerre qui va lui permettre de circuler  plus facilement dans les régions contrôlées par l'armée. Malgré des difficultés techniques liées aux variations d'humidité, au travail en extérieur et à la qualité de l'eau, il parvient à réaliser une riche documentation sur l'Algérie et l'armée d'Afrique. Il rentre en Europe en 1858 avec une moisson de centaines d'images, représentant des paysages, des villes, des sites archéologiques ainsi que des portraits d'officiers des bureaux arabes et des chefs arabes qui y collaboraient. Il publie plus de 400 de ses cliches dans une série d'albums  In-folio intitulés L'Algérie photographiée  qu'il dédicacera à Napoléon III et lui permettront de devenir un photographe quasi-officiel qui suivra Napoléon III lors de l'inauguration du port de   Cherbourg en 1858.
Il participe à l'Exposition universelle de 1867 avec des vues d'Algérie et de Cherbourg. Son nom ne figure plus dans la rubrique Photographie du Bottin après 1870. Il décède à Paris dans le 17e arrondissement le 1er octobre 1879.

## Publications
- L'Algérie photographiée : publication nationale, Paris, Moulin, 1856-1857 (lire en ligne).

## Collections
- Cabinet des estampes de la Bibliothèque nationale de France. Album offert par Moulin à Napoléon III[4]
- Musée d'Orsay
- Archives nationales d'outre-mer à Aix-en Provence. Fonds Philippe Zoummeroff.
- Service historique de la Défense
- Getty Center

## Galerie

Photographies de Félix-Jacques Moulin
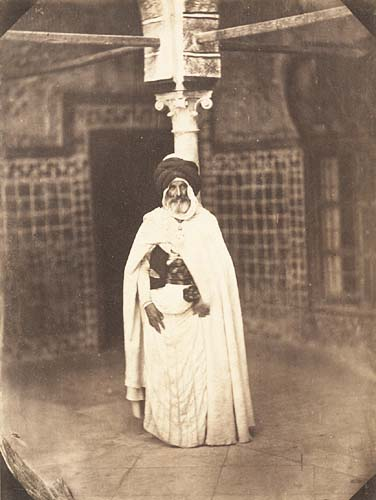
Un homme en Algérie, vers 1855.
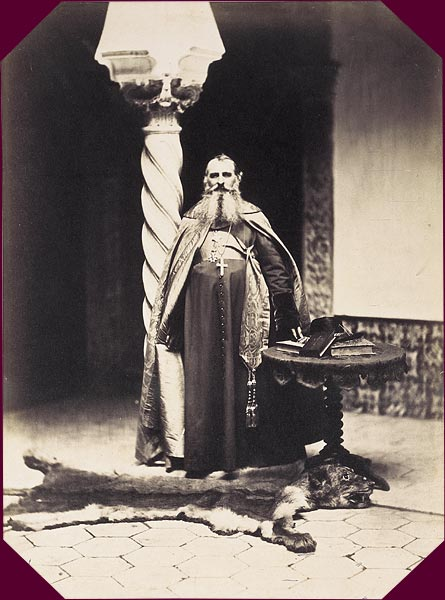
Louis-Antoine-Augustin Pavy, évêque d'Alger, vers 1856.
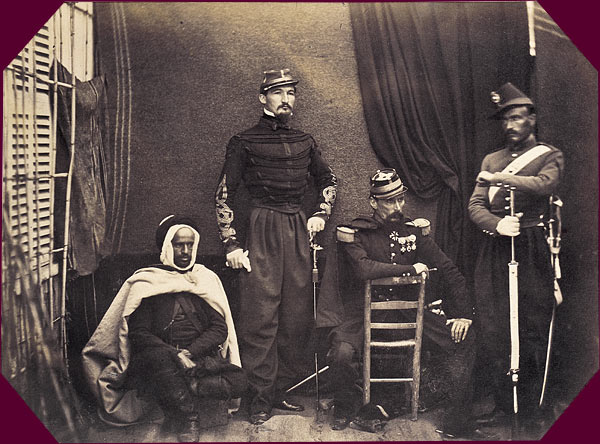
Le général de brigade de Beaufort d'Hautpoul (assis), commandant de la subdivision de Tlemcen, province d'Oran, et le capitaine Pierre Séguier (debout), vers 1856[4].
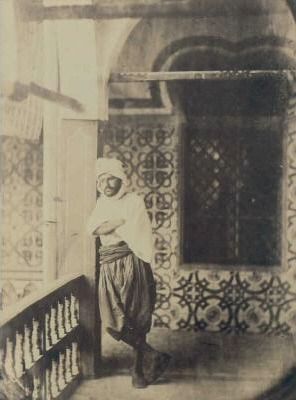
Une galerie dans le Palais Ahmed Bey à Constantine, vers 1855.

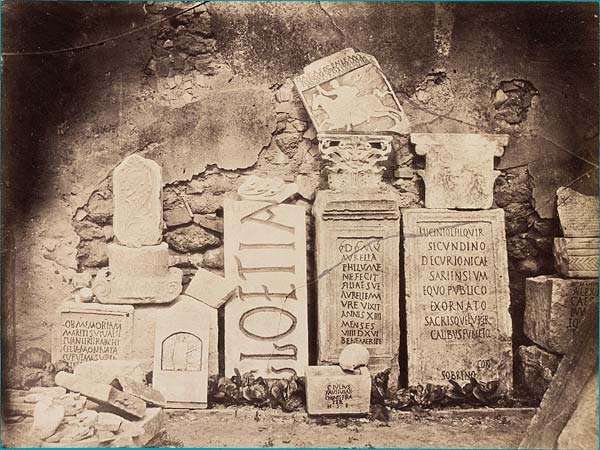
Inscriptions romaines de Cherchell en Algérie, vers 1855-1856.
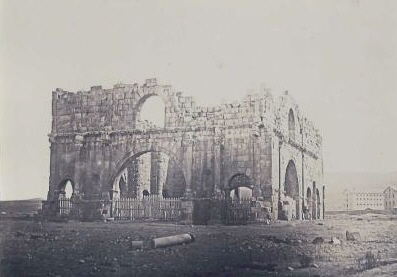
Bâtiment dit Praetorium du camp romain de Lambèse en Algérie, vers 1855.
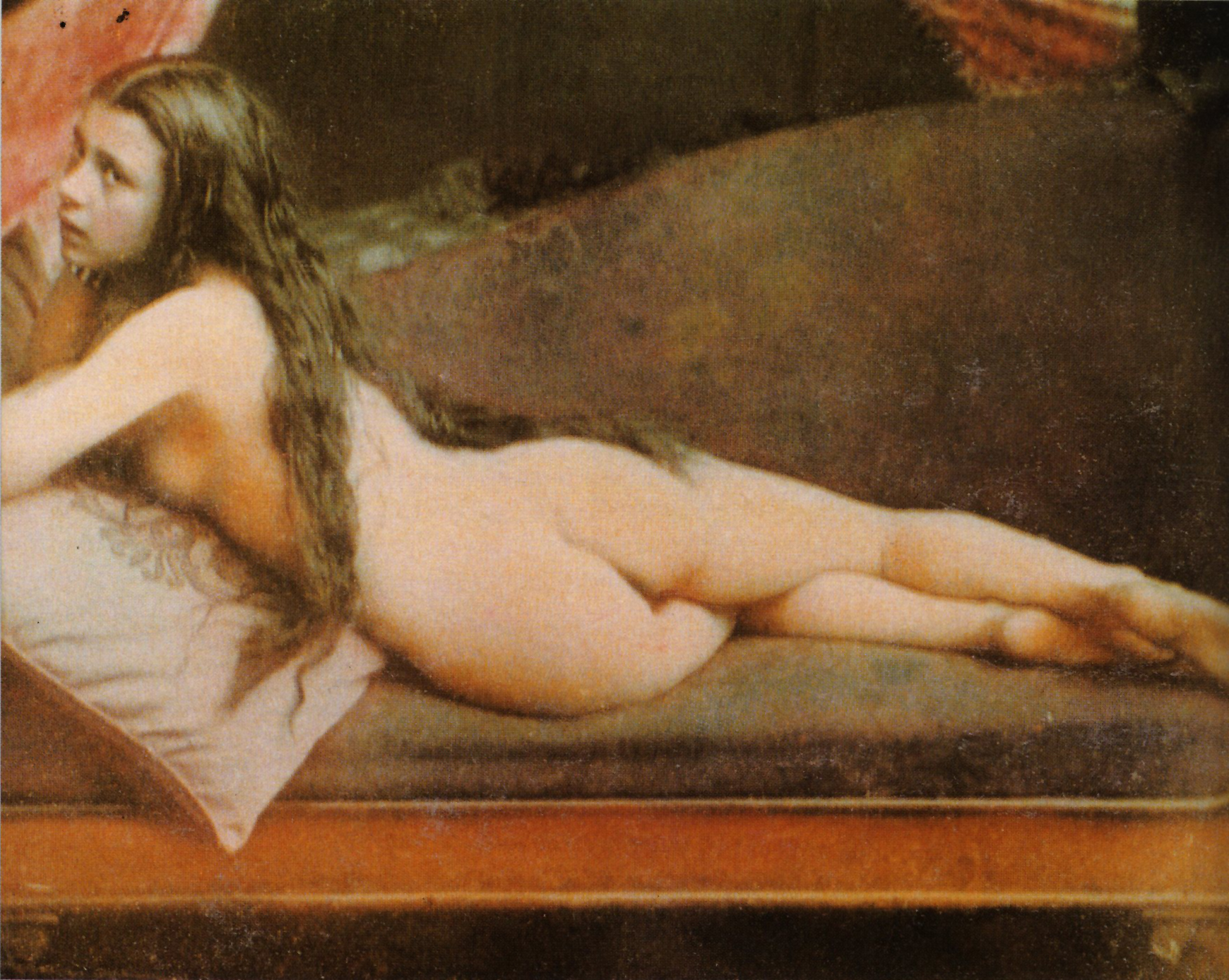
Nu féminin, daguerréotype en couleurs, 1851-1854.

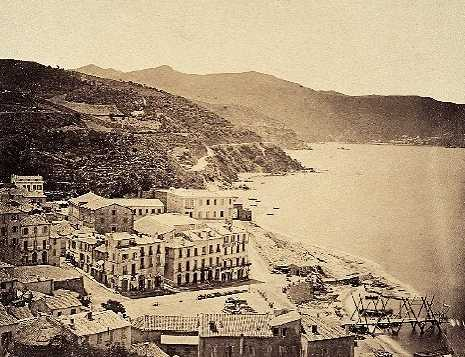
Vue de Philippeville en Algérie, vers 1856.
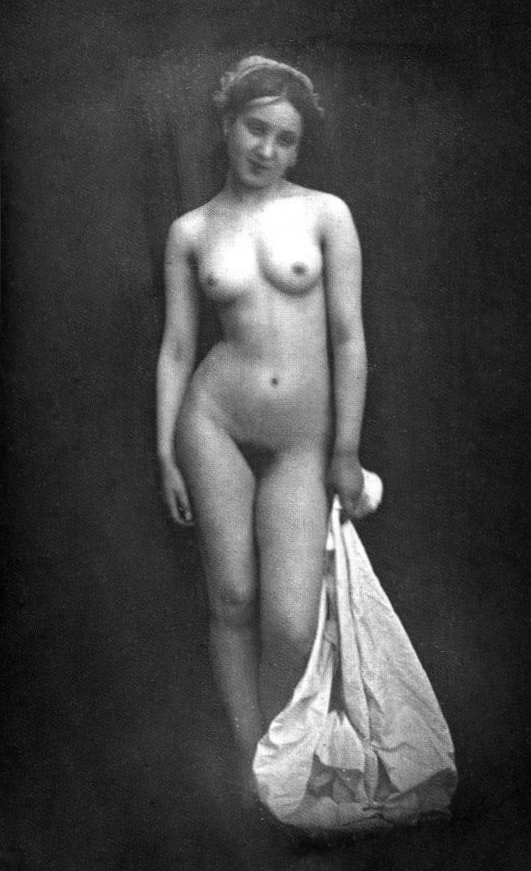
Nu féminin debout, 1849.
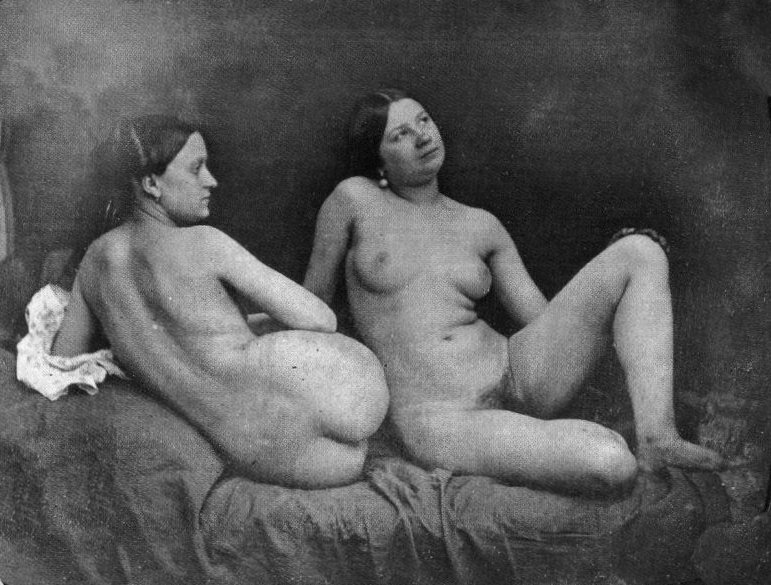
Deux nus féminins allongés, 1850.